# Липпманн, Дебора
Дебора Липпман (англ. Deborah Lippmann) — американский мастер маникюра, владелица одноименного бренда лаков для ногтей и средств по уходу за ногтями Deborah Lippmann. Работала со многими известными компаниями, такими как Burberry, Valentino, Bulgari и др., а также в крупных модных журналах: Vogue, InStyle, Vanity Fair, Elle. Свою линию лаков для ногтей, уходовую линию и коллекцию помад она основала в 1999 году вместе с мужем, Джудом Северином и братом, Марком Липпманном. Марка Deborah Lippmann известна лаками, созданными в сотрудничестве с актерами или звездами эстрады, например, с Сарой Джессикой Паркер, Шер, Мэраей Кэри; а также сделанными на заказ линейками цветов по мотивам популярных фильмов или телесериалов, таких как «Настоящая кровь». Дебора Липпман обычно дает названия лакам в честь известных песен.